# Ворожцов Георгій Миколайович
Георгій Миколайович Ворожцов (нар. 1935) — радянський та російський хімік. Член-кореспондент Академії наук СРСР (1990; із 1991 року — Російської академії наук).
Син Миколи Миколайовича Ворожцова (молодшого) та онук Миколи Миколайовича Ворожцова (старшого).

## Біографія
Народився 7 листопада 1935 року у Ленінграді.
У 1958 році закінчив Московський хіміко-технологічний інститут імені Д. І. Менделєєва.
У 1968 році — захистив кандидатську дисертацію, тема: «3,4,9,10-Антантронтетракарбонова і 6,12-диметил-3,4,9,10-антантрентетракарбонова кислоти».
У 1984 році — захистив докторську дисертацію, тема: «Нові реакції в ряду 8,8'-заміщених 1,1'-бінафтіла».
У 1990 році — обраний членом-кореспондентом АН СРСР.
У 1994 році — присвоєно вчене звання професора.

## Наукова діяльність
Основні наукові напрями та досягнення:
- розробив шляхи синтезу та синтезував ряд різних кислот та їх сполук та досліджував ряд їх властивостей та перетворень;
- створив клас барвників кубогенів та методи конкретного їх використання за різними способами фарбування та друкування (кубогени червоного, фіолетового та інших кольорів);
- отримав водорозчинні барвники та на їх основі розробив надтонкі селективні поляроїди, що ізолюють покриття;
- створив термостійкі полімери та інші матеріали;
- розробив технологію отримання низки барвників та проміжних продуктів.